# Wences Ventura

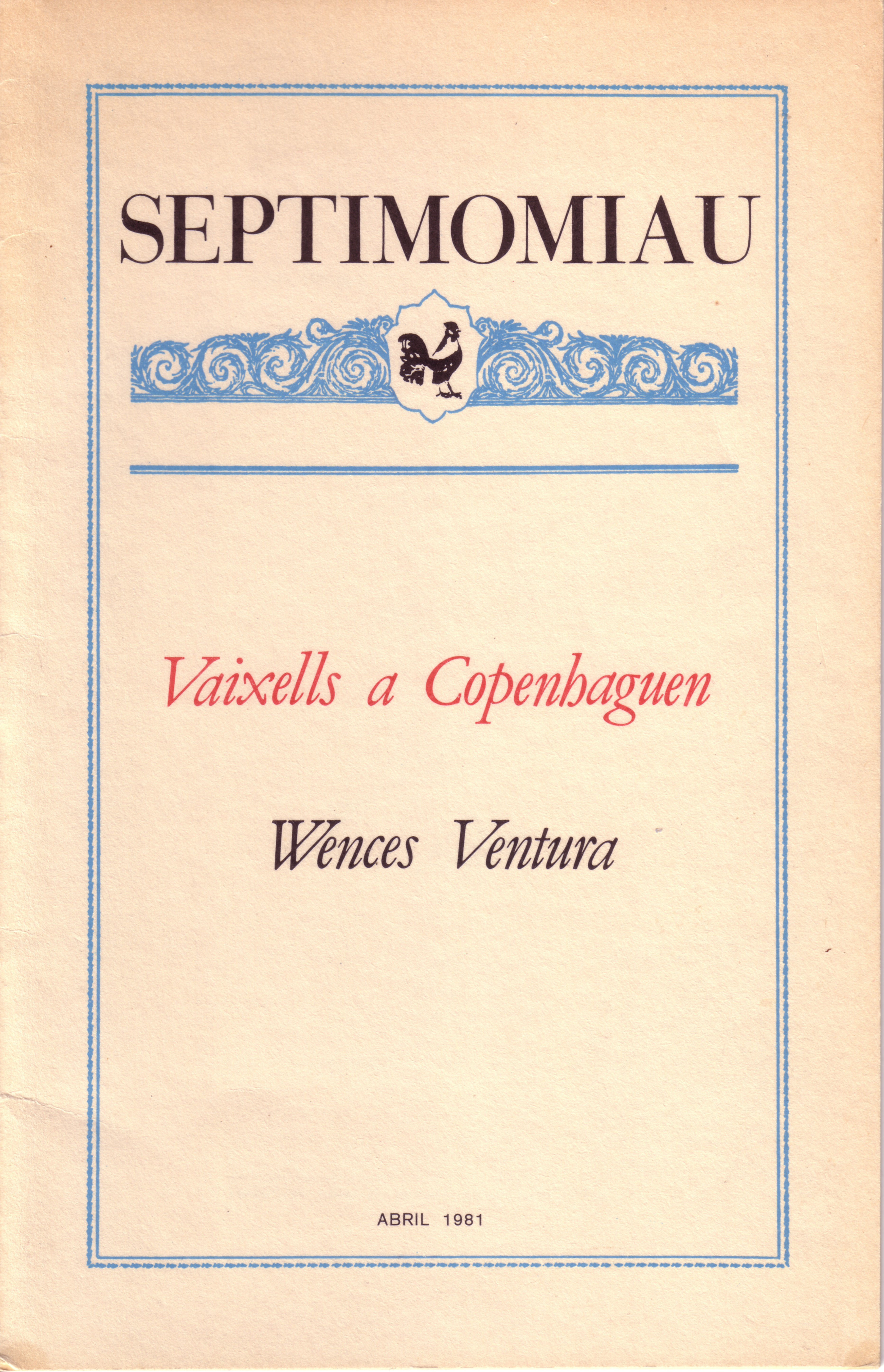
Opera prima de Wences Ventura

Wences Ventura (Xàtiva, Costera, 25 d'abril de 1962), o Wenceslau Ventura i Climent, és un poeta i traductor valencià.
Llicenciat en filologia romànica per la Universitat de València, ha col·laborat en diferents revistes de literatura (entre d'altres Bavel i Ma d'obra) i ha escrit alguns assaigs i diferents texts entorn a la pintura, como ara els dedicats a Xisco Mensua, Julio Bosque, Guillermo Peyró Roggen i Mim Juncà. Ha firmat de vegades amb el pseudònim Eduard Vila-Albó i darrerament ha publicat també prosa poètica en castellà.

## Obres
Poesia
- Vaixells a Copenhaguen (Septimomiau, València, 1981). Dipòsit Legal: V. 968-1981
- Sensòrium (Edicions de la Guerra, València, 1987). ISBN 84-404-0417-4[4][5]
- Fatum (Edicions de la Guerra València, 1998). ISBN 84-88578-55-5[6][7][8]

Prosa poètica
- Casa de los Estudiantes de Asia (Leteradura, València, 2013). ISBN 978-84-940644-6-3[9]